# Ugo La Malfa
Pour les articles homonymes, voir Malfa (homonymie).
Ugo La Malfa (/uɡo la malfa/) est un homme politique italien, né le 16 mai 1903 à Palerme (Sicile) et mort le 26 mars 1979 à Rome (Latium). Il est membre du Parti républicain italien (PRI).
Formé en sciences politiques à l'université « Ca' Foscari » de Venise, il s'engage dès le milieu des années 1920 dans la mouvance républicaine antifasciste. Il reste actif dans la Résistance italienne jusqu'en 1945 et termine la Seconde Guerre mondiale en exil en France.
En février 1946, il quitte le Parti d'action (PdA), qu'il avait contribué à fonder et dont il était un représentant au Comité de libération nationale puis à la Consulta Nazionale. Il passe rapidement par la CDR avant de rejoindre le Parti républicain italien (PRI). Entre juin 1945 et février 1946, il occupe trois fonctions ministérielles sous la direction du chrétien démocrate Alcide De Gasperi.
Il est élu en 1948 à la Chambre des députés, dont il sera membre jusqu'à sa mort. Il retourne au gouvernement en 1950, et occupe de 1951 à 1953 le poste de ministre du Commerce extérieur, toujours sous l'autorité de De Gasperi. Il sera ensuite du ministre du Budget d'Amintore Fanfani entre 1962 et 1963.
La Malfa, acteur central de la vie politique italienne malgré le poids réduit du PRI, est élu en avril 1965 secrétaire du Parti républicain à la suite du XXIXe congrès à Rome. Sous sa conduite, les républicains progressent électoralement : retrouvant le Sénat de la République en 1968, ils remportent 15 députés et sénateurs en 1972, à l'époque leur record sous la République italienne.
Il retrouve ensuite des responsabilités exécutives. Il est ainsi ministre du Trésor de Mariano Rumor de 1973 à 1974, puis vice-président du Conseil d'Aldo Moro jusqu'en 1976. À ce poste, il coordonne de fait la politique économique et budgétaire avec Giulio Andreotti, Bruno Visentini et Emilio Colombo. Il laisse en février 1975 la direction du PRI à Oddo Biasini à l'occasion du XXXIIe congrès à Gênes et prend la présidence de la formation, fonction apparemment honorifique d'autant qu'il est le chef incontestable du parti.
À la suite de la crise ministérielle qui mène à la chute du gouvernement Andreotti IV, Ugo La Malfa se voit confier par le président de la République Sandro Pertini la mission de former un nouvel exécutif en février 1979. Bien qu'il échoue, il se trouve être le premier laïque à être chargé d'un mandat exploratoire depuis la proclamation de la République. Le mois suivant, Andreotti — qui a finalement retrouvé le pouvoir — le nomme vice-président du Conseil et ministre du Budget.
Déjà victime d'une maladie des yeux, il est frappé le 24 mars suivant par un hémorragie cérébrale. Il meurt après deux jours d'hospitalisation à Rome. Il reçoit un hommage unanime de la classe politique, du président Pertini au dirigeant du PCI Enrico Berlinguer.

## Jeunesse
Après avoir passé à Palerme un brevet d'expert comptables et à Rome l'équivalent italien du Baccalauréat littéraire, il déménage dans le nord-est du royaume d'Italie et s'installe en 1922 à Venise. Il s'inscrit alors à l'École royale de commerce (future faculté d'économie et commerce) de l'université « Ca' Foscari », dans la section des sciences diplomatiques et consulaires.
Parmi ses enseignants se trouvent Silvio Trentin et Gino Luzzatto, futurs opposants au fascisme. Pendant son cursus, il prend contact avec le mouvement républicain à Trévise, puis avec des groupes antifascistes après que Benito Mussolini a pris le pouvoir en 1923.
Il quitte la Vénétie pour Rome en 1924, où il participe à la fondation de l'Union goliardique pour la liberté (UGL). L'année suivante, il intervient le 14 juin 1925 lors du Ier congrès de l'Union nationale (UN), un parti libéral fondé par l'ancien ministre des Colonies Giovanni Amendola. Alors que l'UN est interdite par le régime, Ugo La Malfa intègre la « Pentarchia », un groupe de cinq dirigeants chargé de liquider le parti.
Il passe avec succès sa licence en sciences économiques et commerciales en 1926. Sa thèse en procédure civile traite des caractéristiques juridiques du contrat, rédigée sous la direction du grand juriste Francesco Carnelutti. Il accomplit ensuite son service militaire. Pour avoir diffusé la revue antifasciste « Pietre », il est muté disciplinairement en Sardaigne.
En 1928, à la suite de l'attentat à la foire de Milan contre le roi Victor-Emmanuel III qui fait 17 morts, il est brièvement arrêté. En conséquence de cette arrestation, il est licencié de l'Institut du commerce extérieur, mais il est embauché l'année suivante par la prestigieuse Enciclopedia Treccani comme rédacteur. Il travaille sous la direction du philosophe Ugo Spirito.

## Résistance anti-fasciste
Il est embauché en 1933 par Raffaele Mattioli, pour travailler au bureau d'études de la Banca Commerciale Italiana à Milan. Il en devient le directeur cinq ans après.
En parallèle de son activité salariée, il est pleinement engagé dans la Résistance italienne. Ainsi en 1942, il fait partie du groupe qui crée le Parti d'action (PdA), une formation de gauche anticléricale et libérale. L'année suivante, il parvient à publier le premier numéro de L’Italia Libera et participe à la création de la brigade Giustizia e Libertà.
Il quitte ensuite l'Italie, mais revient en septembre 1943 afin de participer à la mise en place du Comité de libération nationale (CLN).

## Immédiat après-guerre
Il accède à ses premières responsabilités ministérielles le 21 juin 1945, quand Ferruccio Parri, du PdA, le nomme ministre des Transports. Il intègre le 25 septembre la Consulta Nazionale, puis est désigné le 10 octobre, ministre de la Reconstruction dans le premier cabinet du démocrate chrétien Alcide De Gasperi. Entre le 11 janvier et le 20 février 1946, il est également à la tête du nouveau ministère du Commerce extérieur.
À l'occasion du congrès du PdA convoqué au début du mois de février 1946, les différents courants refusent l'adoption d'une motion unique. Le courant libéral-démocrate, représenté par Ugo La Malfa, Ferruccio Parri et Oronzo Reale fait alors sécession et créé le Mouvement de la démocratie républicaine (MDR), qui s'associe aussitôt avec le Mouvement libéral progressiste (MLP) — issu d'une scission de gauche du Parti libéral italien (PLI) — pour constituer la Concentration démocratique républicaine (CDR).
Les élections constituantes du 2 juin sont un échec pour la CDR : avec seulement 0,5 % des suffrages exprimés en sa faveur, elle obtient seulement deux députés à l'Assemblée constituante : Parri et La Malfa.

## Adhésion au PRI
Il adhère finalement au Parti républicain italien (PRI) en septembre 1946, à l'appel de Randolfo Pacciardi. Rapidement, il s'oppose à la vieille garde du PRI que représenté Giovanni Conti. Nommé représentant de l'Italie au Fonds monétaire international en avril 1947, il affirme en juin suivant que les républicains auraient dû substituer à un Giuseppe Mazzini mystique un mazzinisme concret.
Membre d'un secrétariat collégial du PRI à trois avec Giulio Andrea Belloni et Oronzo Reale entre décembre 1947 et janvier 1948, il devient ensuite vice-président du FMI. Il est élu député de Bologne à la Chambre des députés lors des élections générales du 18 avril suivant.
Il retrouve le gouvernement le 28 janvier 1950, en tant que ministre sans portefeuille du gouvernement De Gasperi VI. Il revient au poste de ministre du Commerce extérieur le 5 avril 1951. Il s'engage dans la libéralisation des échanges et la suppression des quotas d'importation. Fondamentale, son action accompagne le boom économique italien et permettra l'adhésion de l'Italie à la Communauté économique européenne (CEE) en 1957.
Le 7 juillet 1953, alors que De Gasperi nomme son huitième et dernier exécutif, il n'est pas confirmé dans ses fonctions ministérielles.

## Figure du centre gauche
Nommé directeur de La Voce Repubblicana en 1959, il est choisi le 22 février 1962 comme ministre du Budget dans le quatrième gouvernement du chrétien démocrate Amintore Fanfani, qui bénéficie du soutien sans participation du Parti socialiste italien (PSI). C'est alors la première expérience de centre gauche au pouvoir dans le pays.
Il présente deux mois plus tard un document qui fournit une vision générale de l'économie italienne et des déséquilibres qui la caractérisent, connu sous le nom de « Note additionnelle » (en italien : Nota aggiuntiva). Il est vertement critiqué par les syndicats et l'organisation patronale Confindustria. Cette même année 1962, il promeut et obtient la nationalisation du secteur électrique, symbolisée par la création de l'Entreprise nationale pour l'énergie électrique (Enel). Il quitte le gouvernement le 22 juillet 1963, après que Giovanni Leone a constitué un cabinet transitoire avec uniquement des éléments issus de la Démocratie chrétienne en vue de la formation d'un gouvernement de coalition.
À la suite du XXIXe congrès du Parti républicain, il est nommé le 11 avril 1965 secrétaire du parti lors de la première réunion du conseil national. L'année d'après, il lance avec le communiste modéré Giorgio Amendola un appel à la gauche pour qu'elle renonce à son orthodoxie. Alors que le PRI participe aux trois équipes ministérielles d'Aldo Moro puis à deux gouvernements de Mariano Rumor et enfin au cabinet d'Emilio Colombo entre 1963 et 1972, il n'exerce aucune charge exécutive.
Au cours des élections générales des 19 et 20 mai 1968, il change de circonscription. Après avoir représenté Bologne pendant 20 ans, il décide de siéger comme député de Catane, où il rassemble 12 076 voix préférentielles. Après le scrutin de 1972, il devient député de Rome où il cumule 33 446 suffrages personnels. Ces élections voient son fils Giorgio La Malfa accéder à la chambre basse du Parlement, où il représente Turin.

## Personnage-clé du gouvernement
À la formation du gouvernement Rumor IV le 7 juillet 1973, il est nommé à 70 ans ministre du Trésor. Partisan d'une gestion rigoureuse des finances publiques, fondée sur des choix qui privilégient les investissements plutôt que les dépenses, il négocie aux côtés de la Banque d'Italie un prêt de 1 325 milliards de dollars du FMI à la République italienne. Il s'oppose également au sauvetage par les finances de l'État des banques de Michele Sindona, homme d'affaires proche de Cosa Nostra, qui feront faillite.
Il remet sa démission le 2 mars 1974 à cause des doutes du ministre du Budget et de la Programmation économique Antonio Giolitti quant au plan de redressement économique draconien négocié en échange du prêt du FMI. Le retrait de La Malfa entraîne celui du PRI et donc la chute du cabinet.
Il fait son retour au conseil des ministres dès le 23 novembre, en tant que vice-président du Conseil du gouvernement Moro IV, qui gagne le surnom de « gouvernement Moro-La Malfa ». Formé uniquement de la Démocratie chrétienne et du Parti républicain italien, cette nouvelle équipe rassemble des républicains de premier plan comme le ministre des Finances Bruno Visentini, le ministre des Biens culturels et environnementaux Giovanni Spadolini — ancien directeur du Corriere della Sera — et le ministre des Travaux publics Pietro Bucalossi — ancien maire de Milan — qui lance une réforme de la loi sur l'urbanisme (surnommée la « loi Bucalossi » lors de son adoption en 1977).
Grâce à ses connaissances dans le domaine économique et à sa très grande personnalité, La Malfa devient le coordinateur de facto de la politique économique du gouvernement. Aussi en août 1975 il impose la nomination du très rigoureux Paolo Baffi au poste stratégique de gouverneur de la Banque d'Italie.
Ayant cédé le 23 mars 1975 le secrétariat du PRI à Oddo Biasini, il en devient le président du conseil national. La coalition avec la DC se rompt un an après et le gouvernement cède le pouvoir à une équipe minoritaire emmenée par Moro le 12 février 1976. Lors des élections générales anticipées des 20 et 21 juin suivants, il recueille pour son dernier mandat 22 159 votes de préférence.

## Fin de carrière

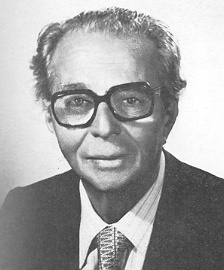
Ugo La Malfa en 1976.

Bien que victime d'une maladie des yeux qui diminue sa forme physique, il reste un acteur central de la vie politique italienne. Il fait ainsi adhérer le Parti républicain à la Fédération des partis libéraux de la Communauté européenne en 1976 et s'engage fortement en 1978 pour que l'Italie intègre le système monétaire européen (SME).
Au cours de la même année, il est au cœur de l'élection présidentielle de juin et juillet 1978. Alors que la Démocratie chrétienne et le Parti communiste italien (PCI) échouent à faire élire leurs candidats respectifs Guido Gonella et Giorgio Amendola, Ugo La Malfa obtient de la DC et du PCI qu'ils votent en faveur du très estimé socialiste Sandro Pertini. Celui-ci est élu au 16e tour le 8 juillet avec 83 % des voix, un record historique. Il inflige ainsi une défaite politique au secrétaire du Parti socialiste Bettino Craxi, qui souhaitait voir le commissaire européen et ancien ministre Antonio Giolitti accéder au palais du Quirinal.

### Premier laïque appelé par le chef de l'État
La rupture de confiance entre les démocrates chrétiens et les communistes amène à la démission du président du Conseil Giulio Andreotti le 31 janvier 1979. Après qu'il a échoué à reconstituer un cabinet, le président Pertini convoque Ugo La Malfa au Quirinal le 23 février et le charge de former le nouveau gouvernement. C'est la première fois depuis l'entrée en vigueur de la Constitution républicaine que cette responsabilité n'est pas confiée à un représentant de la Démocratie chrétienne.
Premier laïque à se voir confier un mandat exploratoire, il le rend le 2 mars sur un constat d'échec. Le chef de l'État propose alors une formule à trois, dans laquelle la présidence du Conseil reviendrait au social-démocrate Giuseppe Saragat, tandis qu'Andreotti et La Malfa seraient vice-présidents. Si les deux derniers acceptent, le premier refuse et la direction de l'exécutif revient de nouveau à Giulio Andreotti.
Le 20 mars, il fait donc son ultime entrée au gouvernement, en tant que vice-président du Conseil et ministre du Budget et de la Programmation économique. Il n'a pas le temps d'exercer ses fonctions : victime quatre jours plus tard d'une hémorragie cérébrale, il meurt le 26 mars à Rome à l'âge de 75 ans. Sa mort soulève la consternation et il reçoit un hommage unanime de la classe politique italienne[réf. souhaitée].